# Marie-Alix Canu-Bernard
Marie-Alix Canu-Bernard est une avocate pénaliste française.
Elle exerce depuis 1991 et a plaidé dans de nombreux procès pénaux médiatiques, en France, en Afrique, à la Cour européenne des droits de l'homme et à la Cour Pénale Internationale.
Le magazine GQ la décrit comme particulièrement tenace.

## Carrière
Après un diplôme de l'Université Paris-Nanterre, elle travaille 3 années aux côtés de Roger Mariani à Abidjan, en Côte d'Ivoire, puis sa carrière juridique débute chez des avocats de renom comme Joseph Cohen-Saban.
Elle fonde son cabinet en 1997 et plaide dès lors dans de grandes affaires de droit pénal commun.

### Principales affaires
Dès son début de carrière, elle défend Ahmed Selmouni contre la SDPJ 93 en 1999, menant à la condamnation de la France pour torture, un cas indédit.
Elle obtient la relaxe du Directeur commercial de France Télécom dans l'affaire du harcèlement moral au travail.
Dans l'affaire des disparues de l'Yonne elle défend Nicole Charrier et le directeur de l'APAJH sur le volet financier.
Elle défend également la juge d'instruction Marie-Paule Moracchini en 2001, puis sa sœur Solange Moracchini en 2021 dans les affaires de la Scientologie et de Djibouti, ainsi que le juge Roger Le Loire.
Plusieurs fois avocate dans des affaires de cercles de jeux, elle a notamment plaidé pour l'ACIC de Jean-Marc Peretti et le Cercle Concorde de Marseille.
Elle est l'avocate historique d'Amedy Coulibaly, bien avant la prise d'otage de l'Hyper Cacher en 2015.
En plus d'affaires médiatiques, Marie-Alix Canu-Bernard est l'avocate de plusieurs personnalités et célébrités, parmi lesquelles : Dominique Ambiel, Marcel Campion, Thierry Gaubert ou encore Nekfeu.
Dans les années 2020, elle a ainsi défendu Bernard Squarcini dans l'affaire d'espionnage de LVMH ; Gilbert Azibert dans le procès en cassation de l'Affaire des écoutes (Sarkozy) ; Jean-Charles Naouri, notamment l'accusation de manipulation de cours de bourse en 2020 ; ou encore l'un des présidents de l'université dans le scandale du charnier de Paris-Descartes.

### À l'international
- Tentative d'empoisonnement contre le président du Bénin, Thomas Boni Yayi en 2013[14].
- Dans le dossier de la construction de la Tour Odéon à Monaco, elle défend le maire de Beausoleil (Alpes-Maritimes) Gérard Spinelli en 2016[15].
- Affaire des biens mal acquis par la famille du président de la République du Congo, Sassou-Nguesso en 2020[16].
- Dans l'affaire monégasque des Dossiers du Rocher, elle défend Claude Palmero[17]
- Dans l'affaire suédoise, elle défend Kylian Mbappé[18]

## Engagements

### Dans le monde du droit
- Élue au conseil de l’ordre des avocats de Paris depuis 2013[19]
- Nommée responsable de la commission pénale ouverte du Barreau de Paris[20] depuis 8 ans (formations)
- Vice-Présidente de l’Institut de Droit Pénal du Barreau de Paris[21]
- Membre de l'Association française des avocats pénalistes (ADAP)
- Membre du Club des femmes pénalistes

### Prises de position
Marie-Alix Canu-Bernard alerte régulièrement sur la brutalité de la comparution immédiate et les conditions de détention en France, notamment à Fleury-Mérogis.
Elle défend le secret professionnel, reprochant également au parquet financier d'avoir « détourné la procédure légale permettant les écoutes d’un avocat », notamment dans l'affaire Paul Bismuth.

## Distinctions
En 2013, son cabinet figurait 23e au classement des avocats les plus influents de France. En 2024, il figure au classement du Point des meilleurs cabinets d'avocats 2024 pour son expertise en droit pénal général et en droit pénal des affaires.
Marie-Alix Canu-Bernard est :
- Chevalier de la Légion d'Honneur (2013)[27]
- Chevalier de l'Ordre National du Mérite (2009)[28]